# Джон Патерсон Макґовен
Дж. П. Макґовен  (англ. J. P. McGowan, уроджений: Джон Патерсон Макґовен англ. John Paterson McGowan; нар. 24 лютого 1880 — пом. 26 березня 1952) — австралійський режисер, актор, сценарист та продюсер, був одним з піонерів німого кіно Голлівуду. Він також працював каскадером. Макґовен залишається єдиним австралійцем, який був довічним членом Гільдії режисерів Америки.

## Життєпис
Народився в містечку Терові Південна Австралія. Згодом мешкав в Аделаїді та Сіднеї. Брав участь у Другій англо-бурській війні (1899-1902).
У 1904 році брав участь у «Всесвітній виставці» у місті Сент-Луїс, Міссурі, США. Згодом він почав працювати у театрі, а в 1910 році приєднався до американської кіностудії «Kalem Studios» у Нью-Йорку. У тому ж році Макґовен вперше з'явився в фільмі «Хлопець з старої Ірландії». Це перша американська кінострічка, яка була зфільмована за межами США. Навички верхової їзди дозволили Макґовену виконувати багато трюків у стрічці.
Як кіноактор Макґовен виконав ролі у 231 фільмах.
Помер 26 березня 1952 року в Голлівуді і був похований на цвинтарі Форест-Лон у Глендейлі, Каліфорнія.

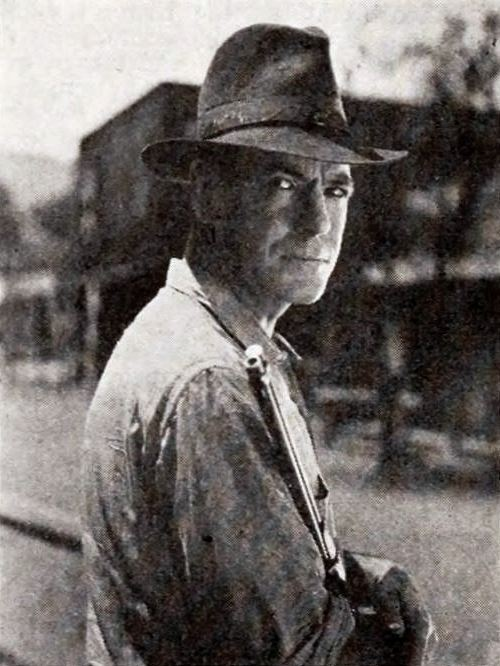
Дж. П. Макґовен у фільмі «Ризиковані шанси» (1922)

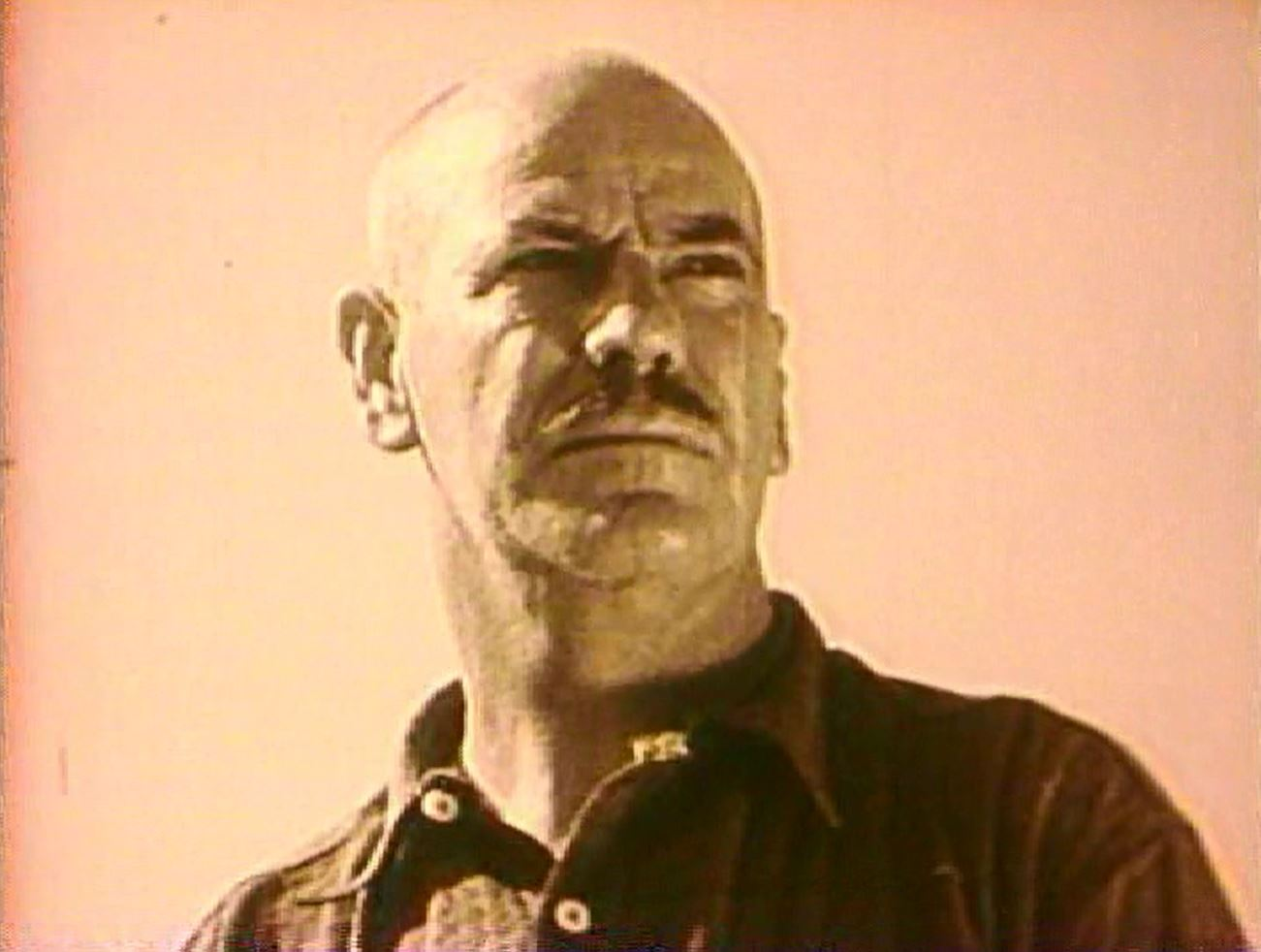
Дж. П. Макґовен у фільмі «Дні Аризони» (1928)

## Особисте життя
Дж. П. Макґовен був одружений з американською кіноакторкою Гелен Голмс.

## Вибрана фільмографія
Актор
- 1910 — «Хлопець з старої Ірландії» / The Lad from Old Ireland
- 1910 — «Спокуса Сета»[it] / Seth's Temptation
- 1912 — «Трагедія у пустелі»[en] / Tragedy of the Desert
- 1928 — «Дні Аризони»[en] / Arizona Days
- 1934 — «Коли вдарить блискавка»[en] / When Lightning Strikes
- 1935 — «Знедолені» / Les Misérables

Режисер
- 1912 — «Мужність дівчини телеграфістки»[it] / The Grit of the Girl Telegrapher
- 1913 — «Алібі» / The Alibi
- 1913 — «Погоня за контрабандистами»[en] / The Pursuit of the Smugglers
- 1913 — «Шрами зради» / The Treachery of a Scar
- 1915 — «Чорні дрозди» / Blackbirds
- 1915 — «Небезпеки Гелен»[en] / The Hazards of Helen
- 1915 — «Голос в тумані»[en] / The Voice in the Fog
- 1918 — «Приманка у цирку» / Lure of the Circus
- 1920 — «Ельмо безстрашний»[en] / Elmo the Fearless
- 1921 — «Незадоволені дружини»[it] / Discontented Wives
- 1923 — «Бурхливими морями»[en] / Stormy Seas
- 1925 — «Втрачений експрес»[en] / The Lost Express
- 1925 — «Червона кров»[en] / Red Blood
- 1926 — «Невидимі вороги»[en] / Unseen Enemies
- 1927 — «Тарзан та золотий лев» / Tarzan and the Golden Lion
- 1928 — «Мангеттенський ковбой» / Manhattan Cowboy
- 1928 — «На захід від Санта-Фе»[en] / West of Santa Fe
- 1928 — «Таємнича долина»[en] / Mystery Valley
- 1928 — «Дні Аризони»[en] / Arizona Days
- 1929 — «Людина з Невади» / The Man from Nevada
- 1929 — «Вершники бурі»[en] / Riders of the Storm
- 1929 — «Ковбой з Оклагоми»[en] / An Oklahoma Cowboy
- 1931 — «Вершники півночі» / Riders of the North
- 1932 — «Людина з Нью-Мексико»[en] / The Man from New Mexico
- 1932 — «Заплутані долі»[en] / Tangled Fortunes
- 1932 — «Долина беззаконня»[en] / Lawless Valley
- 1937 — «Серце Скелястих гір»[en] / Heart of the Rockies
- 1938 — «Там, де починається Захід»[en] / Where the West Begins

Продюсер
- 1926 — «Коричневий капелюх»[en] / The Brown Derby